# Eriocaulon pioraense
Eriocaulon pioraense là một loài thực vật có hoa trong họ Eriocaulaceae. Loài này được P.Royen mô tả khoa học đầu tiên năm 1979.